# Erik Mohs
Erik Mohs (* 12. Oktober 1986 in Leipzig) ist ein ehemaliger deutscher Radrennfahrer.

## Sportliche Laufbahn
Auf der Bahn wurde Erik Mohs 2004 Deutscher Junioren-Meister im Zweier-Mannschaftsfahren (Madison). In den folgenden Jahren holte er sich beim UIV Cup (Nachwuchswettbewerb für Sechstagefahrer) einige Podiumsplatzierungen. Unter anderem gewann er 2006 diesen Wettbewerb in Berlin und Gent und wurde Zweiter in der Gesamtwertung.
2007 und 2008 fuhr Mohs für das Continental Team Milram. In seinem ersten Jahr dort konnte er eine Etappe beim Grand Prix Cycliste de Gemenc für sich entscheiden und wurde zudem mit Marcel Kalz Europameister der Männer U23 im Madison. im Jahr darauf, 2008, setzte er sich bei der Harzrundfahrt als Sieger durch. Im Dezember 2009 gewann er gemeinsam mit Marcel Barth das Zweier-Mannschaftsfahren beim Weltcuprennen in Cali.
2014 startete Erik Mohs bei den UCI-Paracycling-Bahnweltmeisterschaften 2014 als Pilot für den sehbehinderten Radsportler Tim Kleinwächter auf dem Tandem, und beide gemeinsam erreichten Platz acht in der Einerverfolgung. Diese Paarung entstand im Rahmen der Initiative Tandem 2016 des Deutschen Behindertensportverbandes.
Nachdem Mohs und Kleinwächter sich nicht für die Paralympics 2016 in Rio de Janeiro qualifizieren konnten, beendete Erik Mohs seine Radsportlaufbahn. Mohs war Mitglied einer Sportfördergruppe der Bundespolizei und ist nun als Polizeibeamter in Leipzig tätig (Stand 2017).

## Erfolge

### Straße
2007
- eine Etappe Grand Prix Cycliste de Gemenc

2008
- Harzrundfahrt

2011
- eine Etappe Bulgarien-Rundfahrt

2015
- Rund um den Sachsenring

### Bahn
2004
- Deutscher Junioren-Meister – Zweier-Mannschaftsfahren (mit Sebastian Forke)

2007
- Europameister (U23) – Zweier-Mannschaftsfahren (mit Marcel Kalz)

2009
- Weltcup in Cali – Zweier-Mannschaftsfahren (mit Marcel Barth)

2010
- Deutscher Meister – Zweier-Mannschaftsfahren (mit Marcel Barth)

## Teams
- 2007 Continental Team Milram
- 2008 Continental Team Milram
- 2009 Team Nutrixxion Sparkasse
- 2010 Team Nutrixxion Sparkasse
- 2011 Nutrixxion Sparkasse
- 2012 Team Jenatec Cycling